# 淡水國民運動中心
淡水國民運動中心是台灣新北市第3座國民運動中心，位於淡水區綜合行政大樓旁，初期規劃面積約4,545坪，於2012年7月3日動工，2014年9月12日起試營運，9月20日正式開幕。

## 設施介紹
| 樓層 | 樓層用途                                               |
| ---- | ------------------------------------------------------ |
| 1F   | 撞球室、兒童遊戲室、戶外攀岩場                         |
| 2F   | 韻律教室、飛輪教室、體適能中心、多功能教室、棋藝閱覽室 |
| 3F   | 桌球室、籃球場                                         |
| 4F   | 壁球場、羽球場、戶外多功能運動場(槌球場)               |
| B1   | 溫水游泳池、運動商品販賣部                             |

## 週邊設施
- 新北市淡水區市民聯合服務中心
- 新市國小
- 家樂福淡新店
- 全聯淡水中山店
- 燦坤淡水中山店
- 寶雅生活館淡水中山店
- 新北捷運淡海輕軌（綠山線）淡水行政中心站

## 外部連結
- 新北市淡水國民運動中心 （页面存档备份，存于）
- 新北市政府體育處—淡水國民運動中心 （页面存档备份，存于）
- 新北市淡水國民運動中心的Facebook專頁
- YouTube上的淡水國民運動中心頻道